# Земля до начала времён 11: Вторжение Мелкозавров
«Земля до начала времён 11: Вторжение Мелкозавров» (англ. The Land Before Time XI: Invasion of the Tinysauruses) — мультфильм производства США, выпущенный в 2005 году и продолжающий мультипликационную серию «Земля до начала времён».

## Сюжет
Литтлфут сильно переживает из-за того, что Сэра во время очередной размолвки обозвала его «карликом». Однако вскоре он убеждается, что в Долине есть существа, по сравнению с которыми он является настоящим великаном — Мелкозавры; внешне они очень напоминают сородичей Литтлфута, но только уменьшенных во многое множество раз. Из-за своих крошечных размеров они вынуждены постоянно скрываться в подземельях, и поэтому им трудно находить пропитание. Литтлфут охотно берётся помогать бедняжкам, а затем знакомит с ними своих друзей. Взрослые, как и следовало ожидать, вначале враждебно относятся к мелкозаврам, а отец Сэры даже заявляет, что их нужно уничтожить, как паразитов, потому что они съели сладкие цветы, но когда Мелкозавры помогают защитить Великую Долину от нашествия ютарапторов — сменяет гнев на милость, и в Долине вновь воцаряется мир.

## Персонажи и актёры
- Эйрон Спонн — Литтлфут (англ. Littlefoot)
- Энди Макэфи — Сэра (англ. Cera)
- Эйриа Кёрзон — Даки (англ. Ducky)
- Джефф Беннетт — Питри (англ. Petrie)
- Кеннет Марс — Дедушка (англ. Grandpa Longneck)
- Мириам Флинн — Бабушка (англ. Grandma Longneck)
- Роб Полсен — Спайк (англ. Spike)
- Майкл Кларк Дункан — Большой Папочка (англ. Big Daddy)
- Ли Келли — Скиттер (англ. Skitter)
- Эшли Роуз Орр — Дасти (англ. Dusty)
- Ника Футтерман — Роки (англ. Rocky)
- Кри Саммер — Лиззи (англ. Lizzie)
- Тресс Макнилл — Мама Даки, мама Питри
- Джон Ингл — Отец Сэры
- Кэмрин Манхейм — Трия (англ. Tria)
- Фрэнк Уэлкер — ютарапторы